# Seif Eissa
Seif Eissa (arabisch سيف عيسى, DMG Saif ʿĪsā; * 15. Juni 1998 in Kairo) ist ein ägyptischer Taekwondoin. Er startet in der Gewichtsklasse bis 80 Kilogramm.

## Erfolge
Seif Eissa nahm 2014 an den Olympischen Jugend-Sommerspielen in Nanjing teil, bei denen er in der Gewichtsklasse bis 74 Kilogramm die Bronzemedaille gewann. Ein Jahr darauf sicherte er sich in dieser Klasse bei den Afrikaspielen in Brazzaville die Silbermedaille. Bei den Afrikameisterschaften 2016 in Port Said belegte er ebenfalls den zweiten Platz, 2018 in Agadir wurde er Dritter. Außerdem schloss er 2018 den Wettkampf im Mittelgewicht der Mittelmeerspiele in Tarragona auf dem zweiten Platz ab. 2019 Im Jahr 2019 gelangen ihm gleich mehrere Erfolge: Bei der Universiade in Neapel wurde er in der Klasse bis 74 Kilogramm ebenso Zweiter wie bei den Afrikaspielen in Rabat in der Klasse bis 80 Kilogramm. Die Militärweltspiele in Wuhan schloss er auf Rang drei ab. In Dakar wurde Eissa 2021 schließlich in der Klasse bis 80 Kilogramm Afrikameister.
Bereits 2020 gewann Eissa das afrikanische Qualifikationsturnier für die 2021 stattfindenden Olympischen Spiele 2020 in Tokio. Bei den Spielen selbst erreichte er in seiner Konkurrenz nach zwei Siegen das Halbfinale, in dem er dem Russen Maxim Chramzow mit 1:13 unterlag. Im abschließenden Kampf um Bronze gelang Eissa gegen Richard Ordemann aus Norwegen ein 12:4-Erfolg, womit er sich den Medaillengewinn sicherte.